# Condado de Beaufort (Austrália Ocidental)

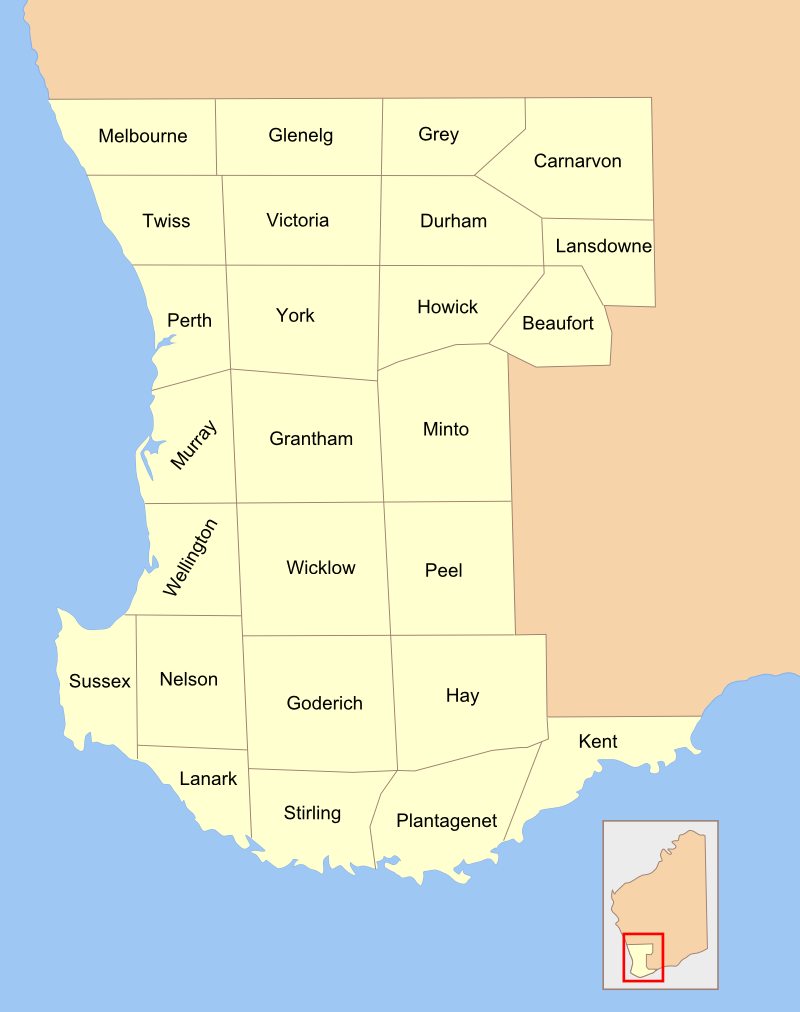
26 condados da Austrália Ocidental

Condado de Beaufort era um dos 26 condados da Austrália Ocidental que foram designados em 1829 como Divisões cadastrais. Corresponde aproximadamente ao extremo oriental do Avon (distrito de terra) que constitui a base para títulos de terras na área.